# Уранозавр
Уранозавр (Ouranosaurus) — рід травоїдних базальних гадрозавроподібних динозаврів, що існували протягом аптського періоду ранньої крейди на території сучасних Нігеру та Камеруну. Довжина уранозавра сягала 7—8,3 метра, а вага — 2,2 тонни. Два досить повних зразки були знайдені у формації Elrhaz, покладів Gadoufaoua, Агадес, Нігер, у 1965—1970 роках. Третій невстановлений зразок відомий з формації Koum в Камеруні.
Тварина була названа в 1976 році французьким палеонтологом Філіпом Таке. Типовий вид — Ouranosaurus nigeriensis. Родова назва є поєднанням багатозначного слова «ourane» і грецького слова «sauros», що означає «ящір». Видова назва nigeriensis вказує на Нігер, країну його відкриття (латинський суфікс «-iensis» означає «що походить з»). Отже, Ouranosaurus nigeriensis можна інтерпретувати як «хоробрий ящір, що походить з Нігеру».

## Опис

Порівняння розмірів з людиною

Більшість кісток уранозавра була знайдена в африканській республіці Нігер, де за довгі роки вітер здув товстий шар піску, під яким лежали кістки цього динозавра. Африканські уранозаври були однією з ізольованих груп. Від інших ігуанодонтид їх відрізняло своєрідне «вітрило», що розташовувалось на спині й тягнулось вздовж усього хребта. Уранозаври пересувалися на задніх лапах. Їхні передні кінцівки були досить довгими і закінчувалися кігтями, схожими на копито. За необхідності тварина могла пересуватися і відпочивати, спираючись на чотири кінцівки. Подовжений череп звужувався вперед до кінця рила. Великі зуби і потужні щелепні м'язи призначалися для пережовування грубої рослинної їжі.

## Вітрило
Вирости хребців на спині уранозавра утворили характерне вітрило уздовж хребта. За життя воно було покрите шкірою і діяло, мабуть, як регулятор температури тіла аналогічно спинним пластинам стегозавра (Stegosaurus). Коли тварина замерзала, у вітрилі накопичувалася кров, проходячи крізь кровоносні судини шкіри, вона нагрівалася і, повертаючись назад, підвищувала температуру тіла. При перегріванні кров, навпаки, віддавала надлишкове тепло. Деякі динозаври, наприклад теропод спинозавр (Spinosaurus) і завропод реббахізавр (Rebbachisaurus) мали таке ж саме вітрило на спині для регулювання температури тіла.

## Скелет

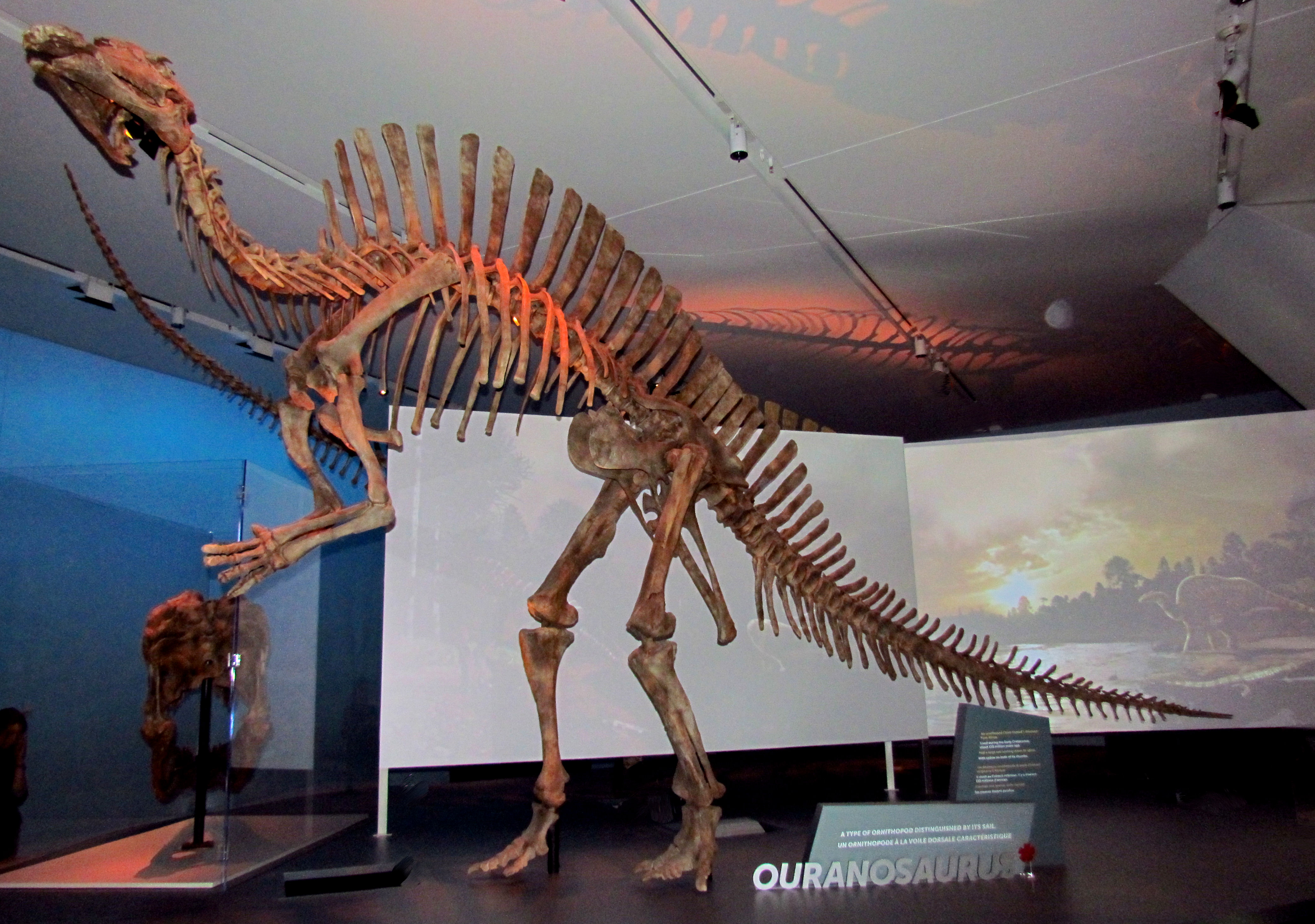
Реконструкція скелету уранозавра

Для групи французьких науковців, очолюваної доктором Філіпом Таке, нескладно було усвідомити, наскільки скелет динозавра, знайденого в Сахарі 1966 року, схожий на скелет ігуанодона. З першого погляду було видно, що уранозавр, як ігуанодон, — великий сильний ящер; на пальцях його верхніх кінцівок теж були шипи, які він міг використовувати для самозахисту. У обох видів динозаврів були міцні задні ноги, трипалі ступні та потужні передні кінцівки, які динозавр міг використовувати для відпочинку і навіть для пересування. Однак науковці помітили і певні відмінності. Найочевидніша з них — наявність довгих виростів уздовж хребта уранозавра.